# بیلی چایلدز
بیلی چایلدز (انگلیسی: Billy Childs؛ زادهٔ ۸ مارس ۱۹۵۷) موسیقی‌دان، آهنگساز و نوازنده پیانو اهل لس آنجلس درایالات متحده آمریکا است. وی از سال ۱۹۷۷ میلادی تاکنون مشغول فعالیت هنری است.